# Estação Ferroviária de Cortiços

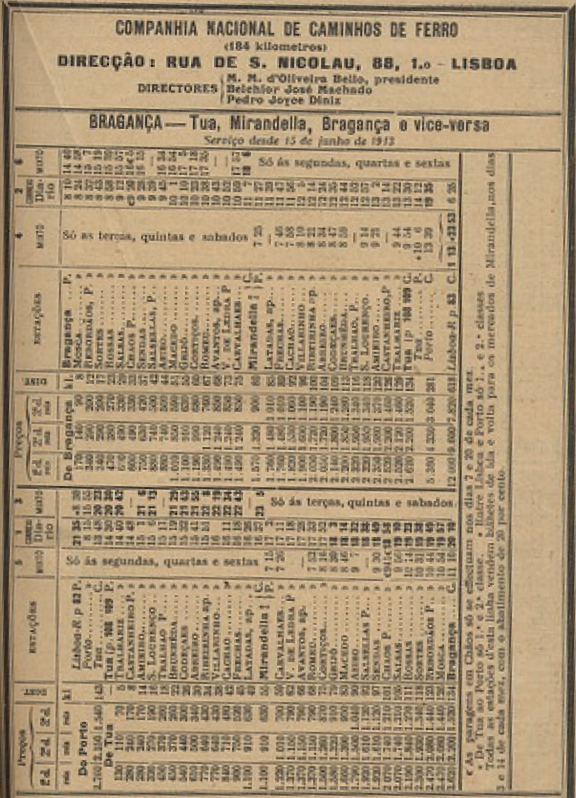
Horário da Linha do Tua em 1913, incluindo a estação de Cortiços.

A Estação Ferroviária de Cortiços foi uma interface da Linha do Tua, que servia a localidade de Cortiços, no concelho de Macedo de Cavaleiros, em Portugal.

## História
Esta estação situava-se no troço entre Romeu e Macedo de Cavaleiros da Linha do Tua, que entrou ao serviço em 15 de Outubro de 1905. O edifício de passageiros da Estação de Cortiços situava-se do lado noroeste da via (lado esquerdo do sentido ascendente, a Bragança). Em 1939, a Companhia Nacional de Caminhos de Ferro realizou obras de restauro nesta estação.

O troço entre Mirandela e Bragança foi encerrado no dia 15 de Dezembro de 1991.